# Keuruu
Keuruu (szw. Keuru) – miasto w Finlandii, w prowincji Finlandia Zachodnia, w regionie Finlandia Środkowa. Zajmuje powierzchnię 1430,8 km² a zamieszkuje je 10 706 osób (stan na dzień 31 lipca 2010). Zostało założone w 1652 roku. W mieście działa klub sportowy Keuruun Pallo, w tym sekcja hokeja na lodzie pod nazwą KeuPa HT.

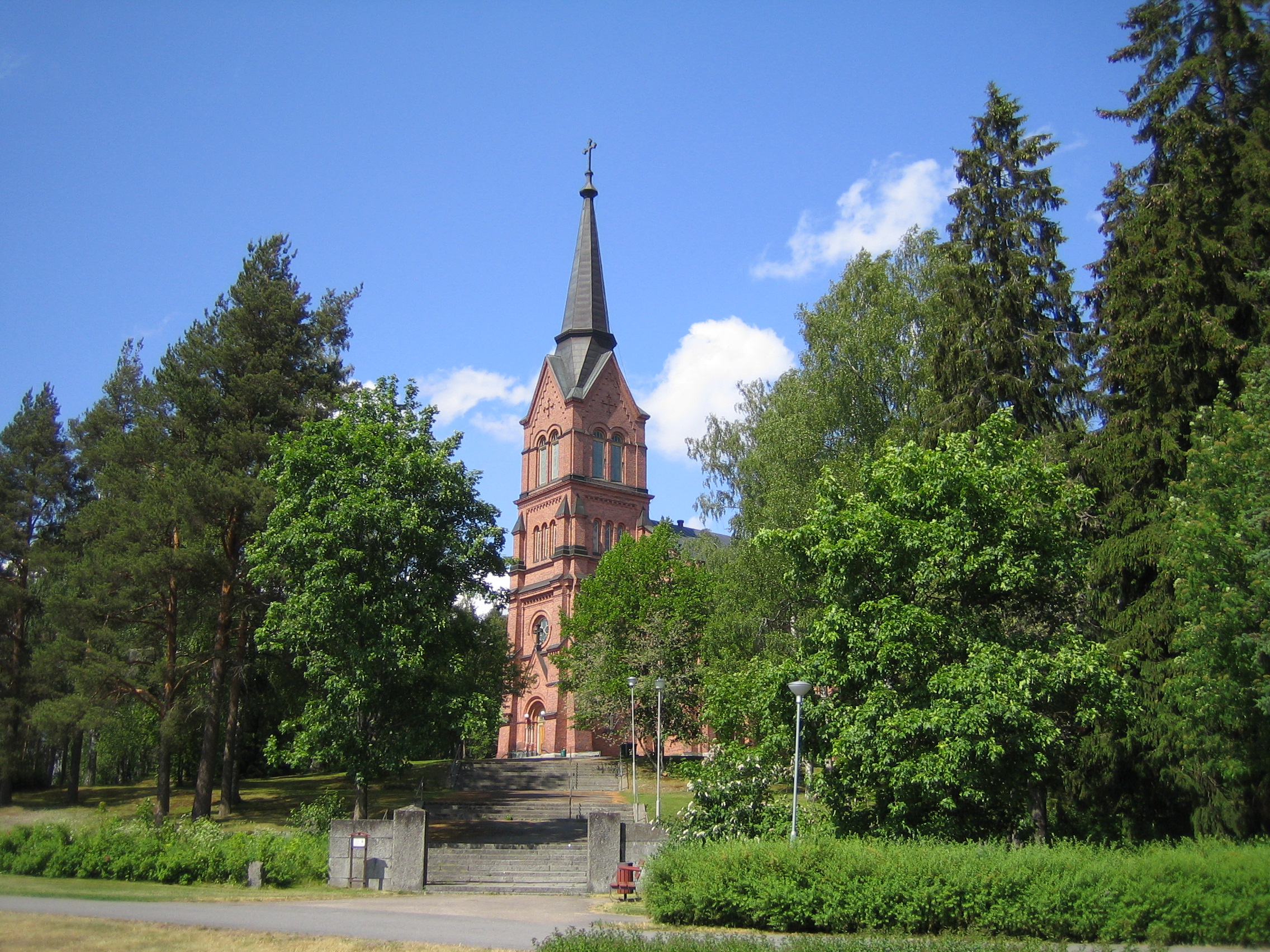
Nowy kościół

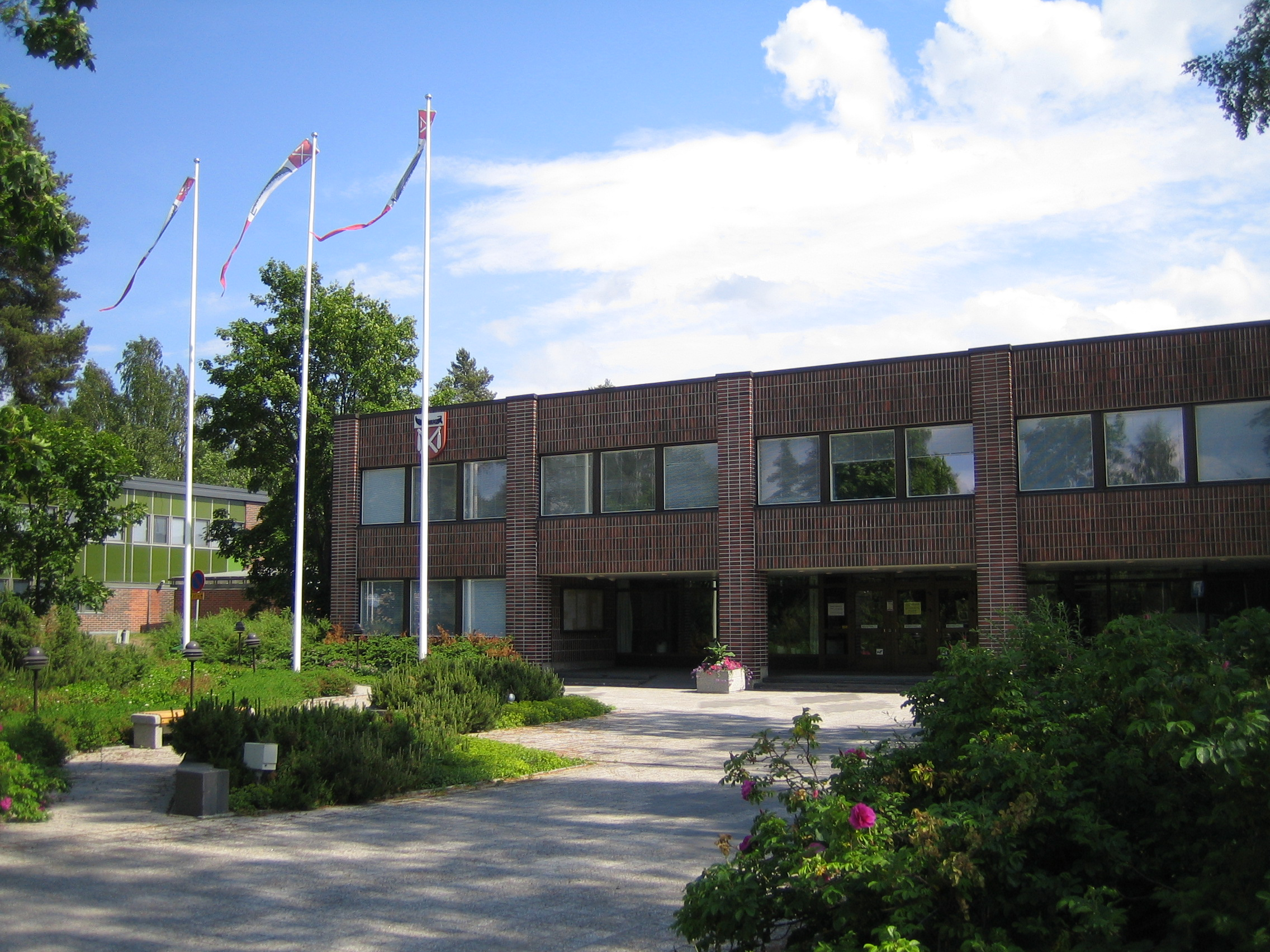
Ratusz

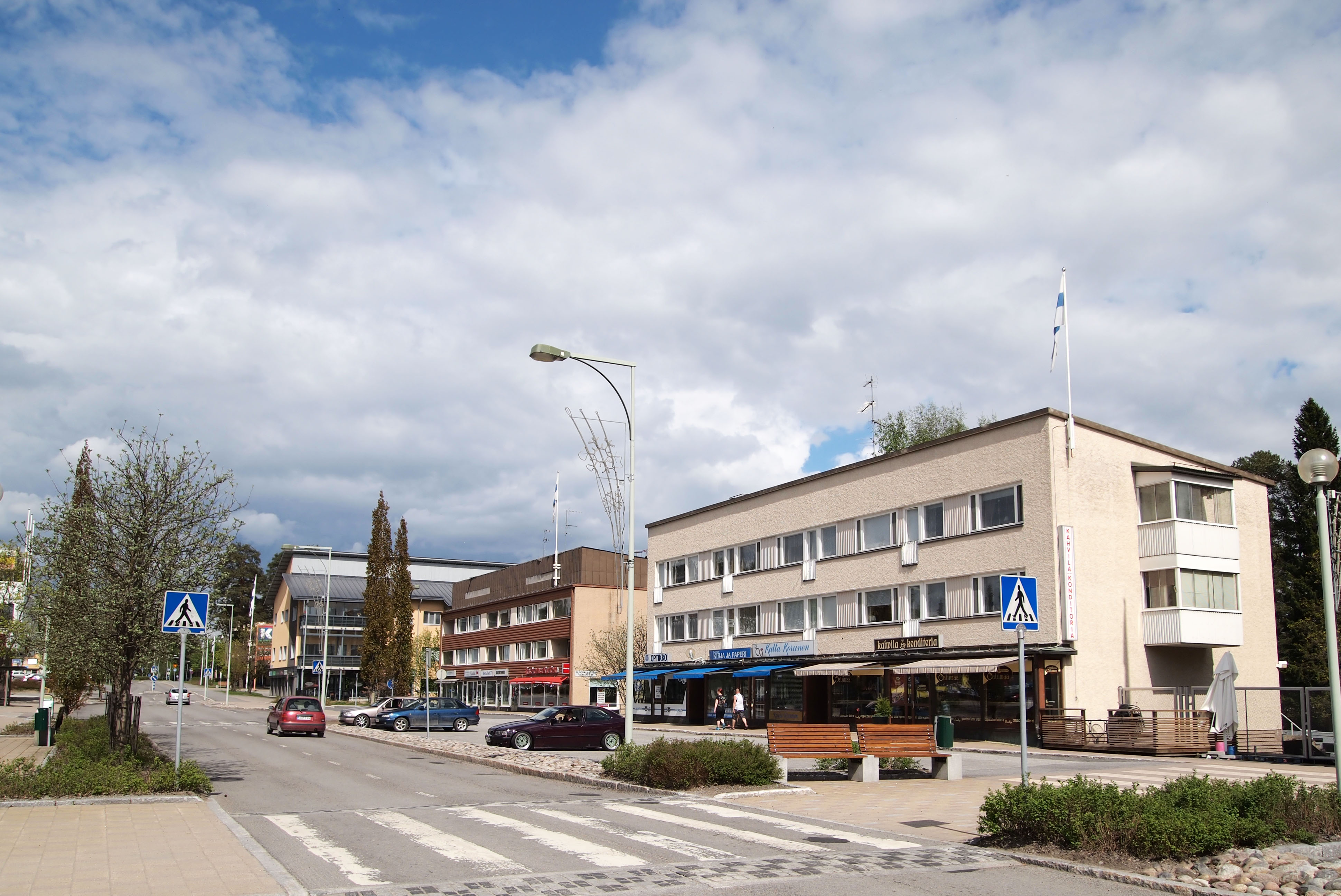
Główna ulica

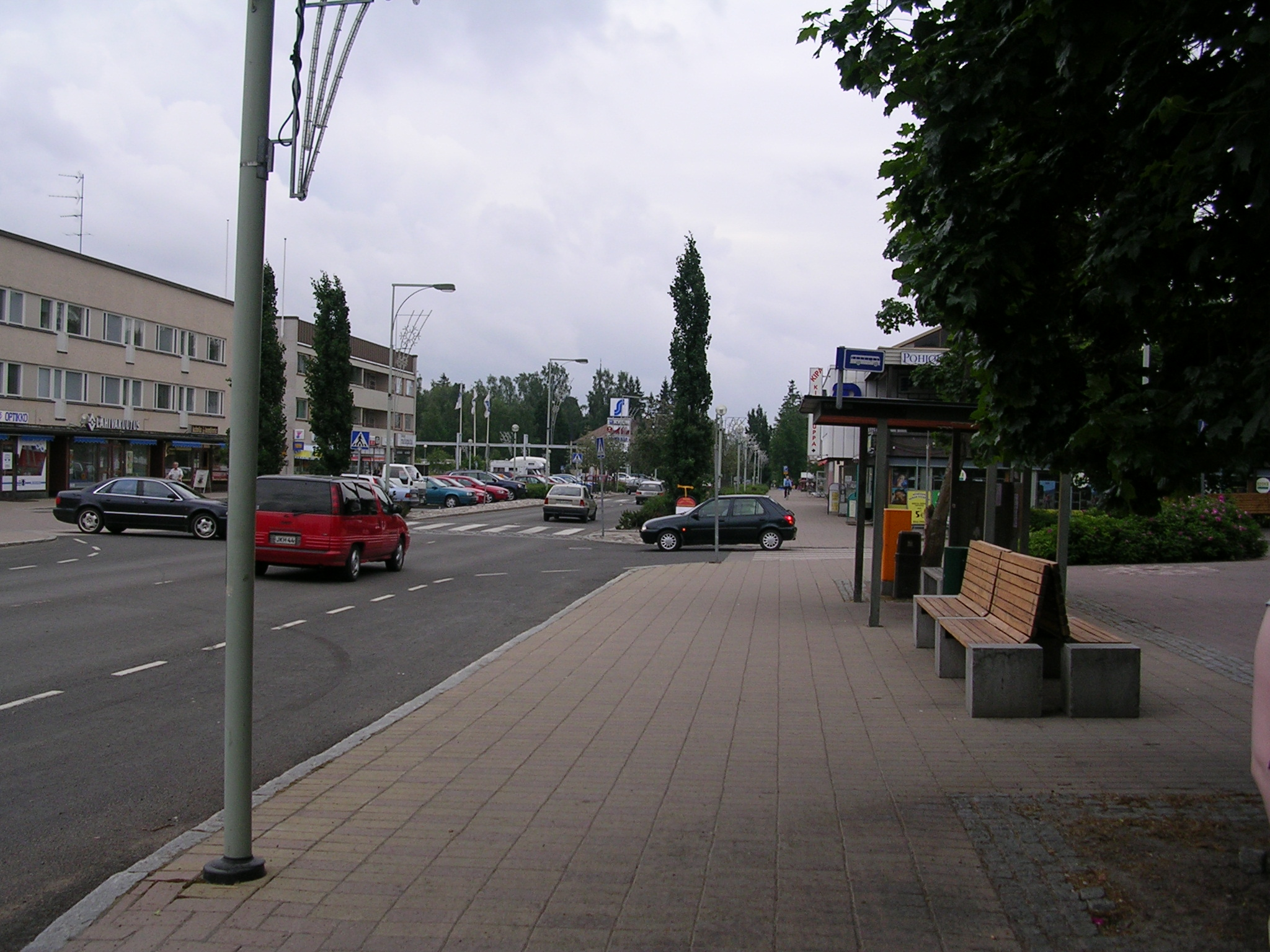
Inne ujęcie głównej ulicy

## Sąsiadujące gminy
- Jämsä
- Multia
- Mänttä-Vilppula
- Petäjävesi
- Virrat
- Ähtäri